# فیانارانتسوآ
فیانارانتسوآ (به لاتین: Fianarantsoa) یک منطقهٔ مسکونی در ماداگاسکار است که در فیانارانسوا واقع شده‌است. فیانارانتسوآ ۸۶٫۰۵ کیلومتر مربع مساحت و ۱۹۱٬۷۷۶ نفر جمعیت دارد و ۱٬۲۰۰ متر بالاتر از سطح دریا واقع شده‌است.